# 莱姆 (慕尼黑)
莱姆是德国巴伐利亚州首府慕尼黑的市辖第25区。尽管这是一个历史比慕尼黑本身更为悠久的地方，但直至铁路编组及货运站通车以及接下来被并入慕尼黑后，其人口才录得增长。如今，莱姆几乎只用作住宅区。莱姆与位于其东部10公里外的市辖第14区莱姆畔山不是同一处地方。

## 地理

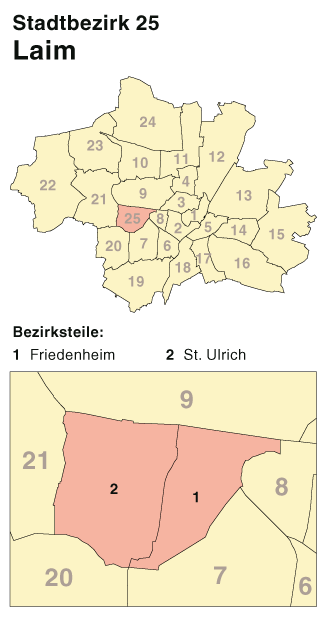
莱姆区划

### 方位
莱姆是慕尼黑西部的一个市辖区。其北部边界为兰茨贝格街，东部边界首先是一小段南环铁路的轨道、然后再沿韦斯滕德街至96号高速公路止，南部边界由96号高速和延伸至维利巴尔德街的森夫滕瑙街组成，最后的西部边界则是维利巴尔德街。因此，莱姆在北部与诺伊豪森-宁芬堡接壤，在东部毗邻施万塔勒高地，在东南部与森德灵-西公园相接，在南部和西部则分别与哈登和帕兴-上门钦接壤。

### 交通方式
道路：莱姆最为重要的街道包括最北端的兰茨贝格街、最南端的86号高速公路及其慕尼黑-莱姆出口、以及将兰茨贝格街与高速公路相连的菲尔斯滕里德街。其它的重要道路还有位于莱姆东部的韦斯滕德街、通往兰茨贝格街的两条平行街道——阿格內斯·贝尔瑙尔街和乔克街，以及戈特哈德街。
公共交通方式：
- 搭乘通往韦斯滕德街站的地铁U4线和通往莱姆广场站的U5线都可来到莱姆，区内迄今共设有三座地铁站。如果延长至帕兴的路线规划得到落实，莱姆将会在维利巴尔德街再设一座车站。[2]
- 在兰茨贝格街/菲尔斯滕里德街的拐角处设有快铁莱姆站，它位于慕尼黑快铁主线上。自2009年12月起还增设有鹿园站，这同样是位于快铁主线的弗里登海默桥畔。
- 电车18和19号线在莱姆设有多座站点。
- 捷运巴士51、57、62线以及城市巴士130、131、132、151和168线均在莱姆设有停站。

货物运输：在1890年代至1990年代期间，莱姆设有一座长期被视为欧洲最大货站的大型铁路编组及货运车站，作为当地最大的雇主，它对莱姆的发展作出了重大贡献。如今，货运在莱姆仍然发挥次要作用。

### 土地利用

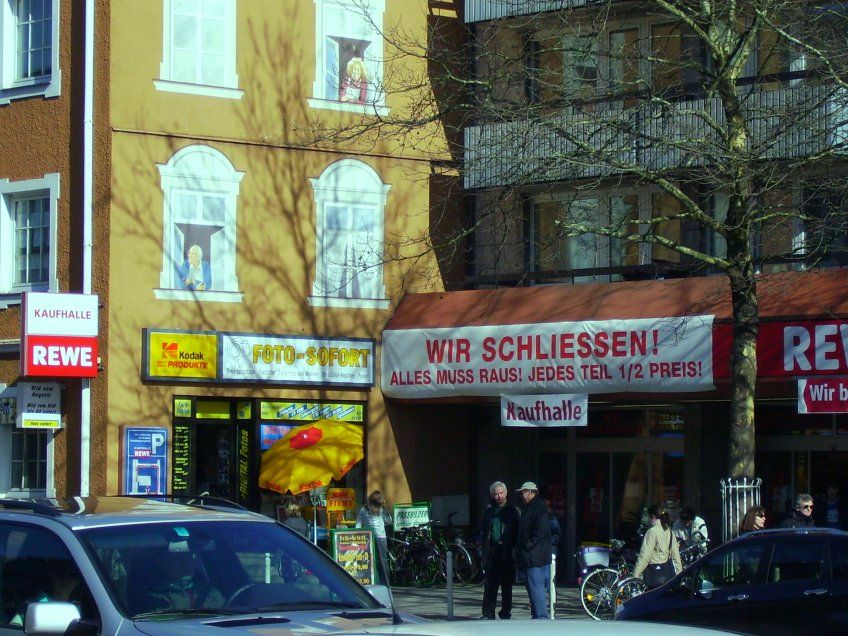
莱姆的大部分商店都位于

莱姆的面积为5.29平方公里。其中的66.1%作为居住用地（及其相关的绿化场地）。交通用地占28.3%，只有0.1%为工业用地。余下的5.5%为休闲用地，其中运动场地约占三分之一（7.45公顷）。莱姆没有森林或河流。因此，莱姆拥有高于慕尼黑平均水平的居住和交通面积，以及一小部分工业面积：莱姆主要是一个住宅区。仅有的工业用地主要集中在从火车总站至帕兴的铁路轴线——即所谓的“德国铁路主装卸线路”周围。

## 人口

### 人口统计
(截至每年12月31日)
| 年份 | 人口   | 外国人（比例）  | 面积 （km²） |
| ---- | ------ | --------------- | ------------ |
| 2000 | 48,539 | 9,582 (19.7 %)  | 9,181        |
| 2001 | 48,739 | 9,787 (20.1 %)  | 9,219        |
| 2002 | 48,606 | 9,784 (20.1 %)  | 9,194        |
| 2003 | 48,708 | 10,026 (20.6 %) | 9,214        |
| 2004 | 48,841 | 10,294 (21.1 %) | 9,239        |
| 2005 | 48,927 | 10,560 (21.6 %) | 9,255        |
| 2006 | 50,028 | 10,715 (21.4 %) | 9,469        |
| 2007 | 50,600 | 11,010 (21.8 %) | 9,576        |
| 2008 | 51,329 | 11,209 (21.8 %) | 9,714        |
| 2009 | 51,338 | 11,059 (21.5 %) | 9,712        |
| 2010 | 51,805 | 11,356 (21.9 %) | 9,801        |
| 2011 | 52,733 | 12,009 (22.8 %) | 9,976        |
| 2012 | 53,359 | 12,675 (23.8 %) | 10,095       |
| 2013 | 54,030 | 13,392 (24.8 %) | 10,222       |
| 2014 | 54,714 | 14,049 (25.7 %) | 10,351       |
| 2015 | 55,374 | 14,759 (26.7 %) | 10,476       |
| 2016 | 56,335 | 15,506 (27.5 %) | 10,658       |
| 2017 | 56,281 | 15,694 (27.9 %) | 10,647       |

来源与其他数据

### 宗教
莱姆设有四座天主教堂（圣乌尔里希堂、圣十二门徒堂、耶稣堂、圣斐理伯堂）和一座福音派教堂（保罗·格哈特堂）。在兰茨贝格街上还有一个耶和華見證人的王国会馆。

## 历史

### 建立和早期历史

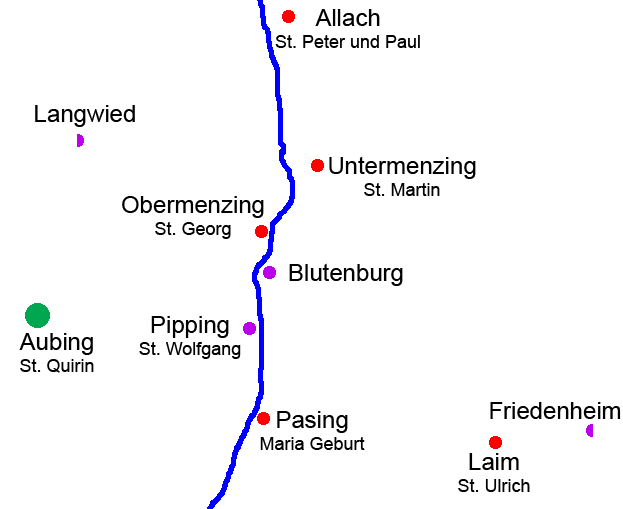
中世纪至19世纪的。1315年《康拉丁名册》中提及的地点为红色，后续出现的为紫色，维尔姆河为蓝色。朗维德及弗里登海姆部分属于此堂区。从圣奎里堂至圣乌尔里希堂（莱姆）的直线距离为6.5公里。

莱姆最初是个独立的地方，其存在的时间比慕尼黑本身更为悠久。此地是在1047年至1053年的文献中首次以的名义（意为“莱姆之地”）被记载。圣乌尔里希教堂可能便始于这一时期，尽管它直至1315年才在文献中首次被提到。当时的地方中心是莱姆村落广场。莱姆的名称来源于德文，即“粘土性土壤”（Lehmboden）。然而，由于粘土储量远低于莱姆畔山等地，莱姆并未设有砖窑厂，其经济直至19世纪下半叶都仍以农业为主。
尽管莱姆小宫有时也会被称为“阿格內斯·贝尔瑙尔小宫”，但这位公爵夫人可能从未在莱姆居住过，只是于1433年在两个莱姆教堂事务长的帮助下的获得了一处公爵封地。
在三十年战争期间，这个由大约20座农院组成的村庄和莱姆贵族领地均被焚毁。1715年，选帝侯马克斯·埃马努埃尔获得了莱姆贵族领地，并将它升格为宫廷领地。至1818年，莱姆成为一个独立的市镇。

### 铁路货场的建成与发展

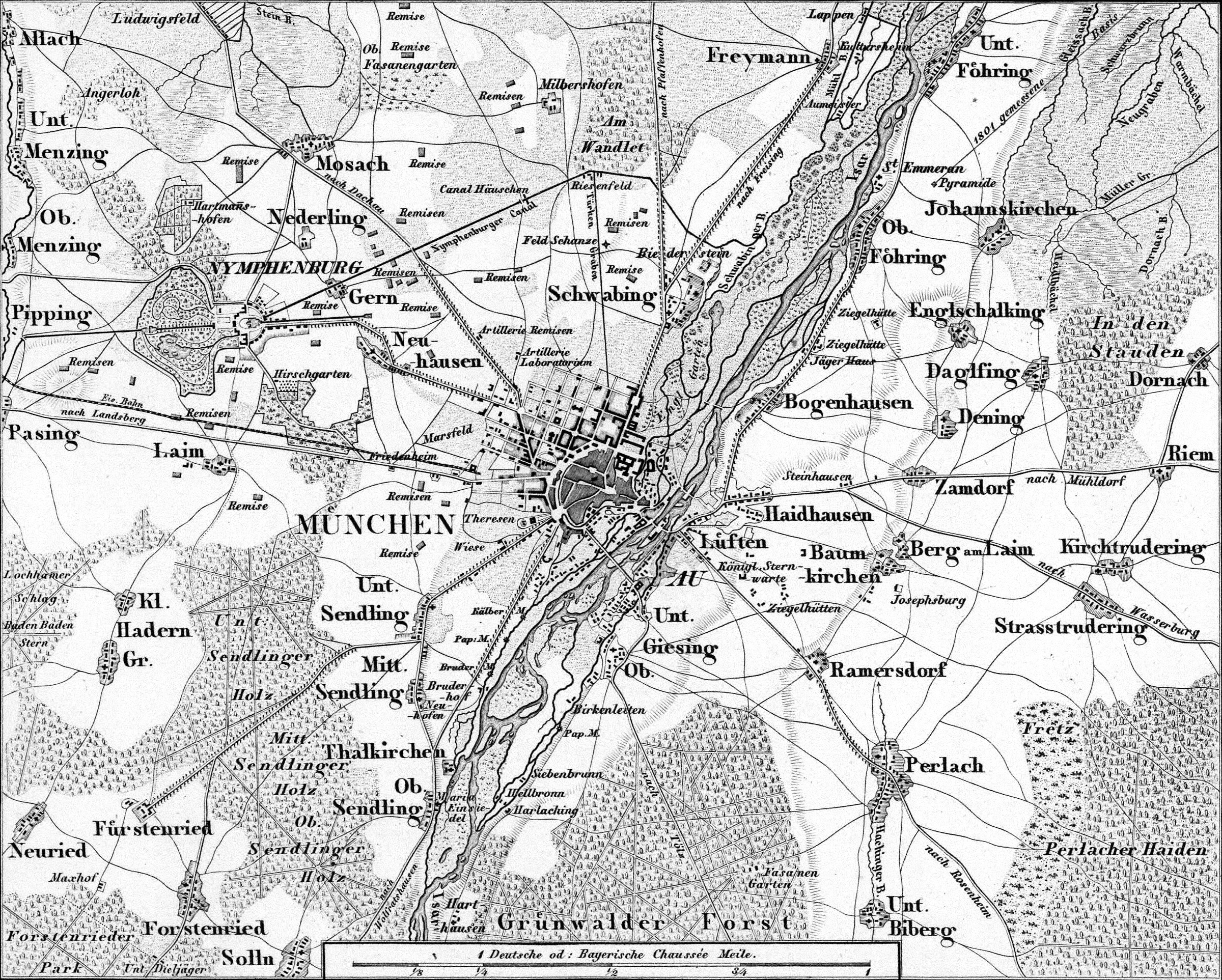
1858年地图中的莱姆

尽管自1841年起，慕尼黑－奥格斯堡铁路的轨道便已横贯莱姆，但当地的发展一直都未受到铁路运输的影响。至1890年，莱姆仍然只有290名居民。两年后，一座铁路编组站在莱姆建成通车，从而使当地在接下来的几年中得到快速发展。莱姆是编组站的理想地点，因为慕尼黑火车总站的转运能力早已不足，但莱姆仍有大量未经开发的农业用地。预计在早期阶段,当地的经济和人口将快速增长。为此，在1892年还成立了一个城市扩建办公室，它最初由特奥多尔·费舍尔所领导，以避免城市发展不受控制。至1901年，莱姆的人口增长了十倍。快速发展最终导致莱姆于1900年1月1日被并入慕尼黑。越来越多来自内城的常住人口通过在铁路边上兴起的服务企业和工厂区而迁至莱姆置业，也是当地快速发展的重要因素。电车轨道于1908年建成通车，那里至今仍开行有19号线。后来，一些别墅和多层建筑逐渐在旧的地方中心周边落成，部分仍保留了原始的地方风貌。得益于大型的莱姆编组站和工业企业的定居者，莱姆的地方形态日渐以工人住宅区为主。

### 纳粹主义时期
1938年，帕兴和大哈登也被并入慕尼黑。因此莱姆不再是郊区，并拥有大约5万居民，从而完全失去了乡村特色。直至1943年，许多南蒂罗尔家庭都是被安置在由巴伐利亚福利建筑公司所建造的“南蒂罗尔小区”内。这主要是由于在社会主义工人阶级盛行的社会氛围下，莱姆作为保守天主教的阵营，对于国家社会主义者（纳粹）的支持远低于平均水平。在纳粹党夺权之前，莱姆的国家社会主义者在国家层面的选举结果中总是会仅有5%的得票率。而反对纳粹的抵抗运动则深植于莱姆。例如，位于菲尔斯滕里德街46号、由路德维希·林泽特夫妇经营的杂货店，便是国际社会主义斗争联盟反对纳粹传单的制定和实施地点。莱姆居民的消极抵抗最终导致纳粹对莱姆加强管制并进行更多的宣传煽动。除此之外，还有一些生产武器的企业设于铁路附近。而莱姆编组站则是二战期间盟军的重点打击目标之一。因此，破坏主要集中在铁路的相关区域内，莱姆的其它地区则基本没有受到影响。在战争期间，当局曾考虑将慕尼黑火车总站迁至莱姆，但至战后放弃了。如今已没有可靠的来源去证实当时的莱姆居民是如何看待这项计划的。

### 战后时期

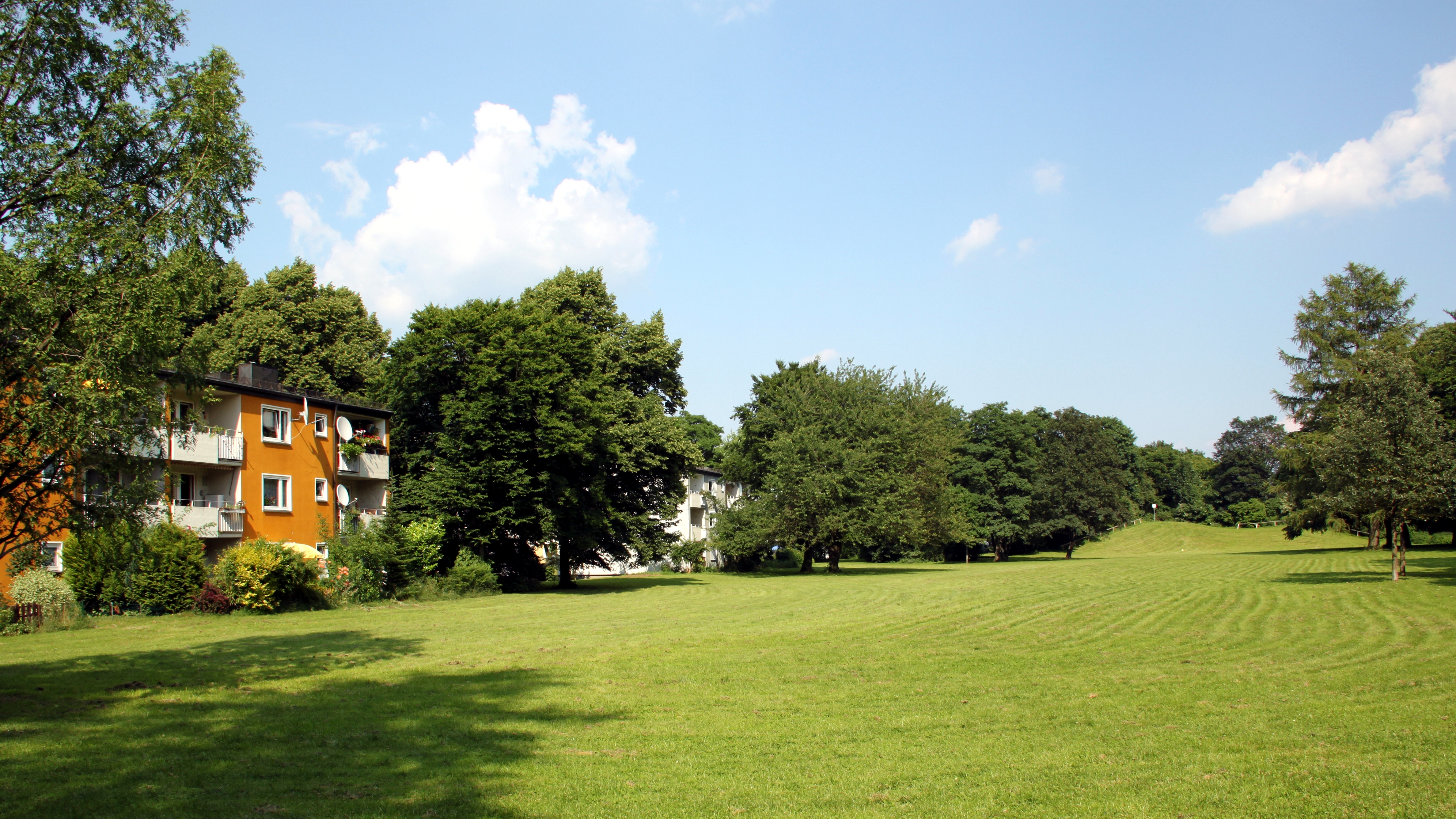
战后的“老故乡”居民区

战争结束后，当务之急是重建住房。当时，作为慕尼黑较偏远的一个市辖区，莱姆从一开始就拥有大量未开发的用地以及未受战争摧毁的建筑。居民区的兴起速度非常快，部分是采用预制装配式建筑方式。这种快速建设和相关城市化的问题首先是缺乏学校和教堂。莱姆的许多现代化教堂都印证了这一点。

### 当代莱姆
1992年，当慕尼黑对市辖区进行重组并缩减数量时，莱姆与相邻的施万塔勒高地被合并至新的第8区——施万塔勒高地-莱姆。经过居民的长期抗议，这项合并再度于1996年分离。自那时起，莱姆变成为独立的市辖第25区。
莱姆编组站于1990年代中期解散。自那以后，莱姆几乎完全成为一个住宅区。2000年，为庆祝莱姆并入慕尼黑100周年，新建的莱姆村落广场投入使用。

## 政治
莱姆上一次的区议会选举是在2014年3月16日。其议席分配如下：社民党9席、基社盟9席、绿党6席和自民党1席。在莱姆共40,880名符合投票资格的选民中，有17,155人行使了自己的表决权，选民投票率为42%。